# Зимнее наступление в Северо-Восточном Китае (1947—1948)
Зимнее наступление в Северо-Восточном Китае (кит. упр. 东北1947年冬季战役) — крупная военная кампания, проводившаяся НОАК 15 декабря 1947 — 15 марта 1948 года в Маньчжурии во время гражданской войны в Китае.

## Предыстория
В результате сражений лета и осени 1947 года коммунисты смогли занять многие средние города в Маньчжурии, однако не достигли поставленной Мао Цзэдуном задачи: прервать сухопутное сообщение между Маньчжурией и центральным Китаем и лишить гоминьдановские войска в Маньчжурии возможности уйти в центральный Китай. Было решено постараться выполнить эту задачу зимой, воспользовавшись тем, что после установления льда на реках они перестанут быть естественными оборонительными рубежами для гоминьдановцев.
Осенью гоминьдановцы смогли восстановить сообщение по Бэйнинской железной дороге за счёт привлечения войск из северного Китая. Однако ослабление гоминьдановских сил в северном Китае привело к тому, что там коммунисты смогли взять Шицзячжуан, поэтому гоминьдановскому командованию пришлось вернуть северокитайские войска обратно.

## Силы сторон
К зиме 1947 года гоминьдановские силы в северо-восточном Китае были объединены в 13 армий и ряд отдельных дивизий (всего 44 дивизии), их общая численность составляла 580 тысяч человек. Коммунисты, благодаря развитию в маньчжурских городах военной промышленности, привлечению на свою сторону крестьянства в результате земельной реформы, и выполнения программы по созданию подготовленных войск, сумели довести численность своих вооружённых сил на северо-востоке Китая до 730 тысяч человек. Основной ударной силой коммунистов являлась Северо-Восточная народно-освободительная армия в 340 тысяч человек, состоящая из 40 дивизий объединённых в девять колонн; остальные войска являлись гарнизонами и ополчением. Численное превосходство коммунистов компенсировалось тем, что гоминьдановские войска размещались в городах на железных дорогах, и могли быстро перебрасываться на помощь друг другу. Новую 1-ю армию и Новую 6-ю армию Чэнь Чэн разместил между Шэньяном и Телином в качестве резерва.

## Ход событий

### Первый этап
Дождавшись, когда на реке Ляохэ встанет прочный лёд, а температура опустится до −24 градусов, коммунисты перешли в наступление. 15 декабря они окружили Факу. Гоминьдановское командование 16 декабря бросили на выручку Факу 22-ю дивизию. Коммунисты окружили её севернее Телина, но не смогли разгромить.
Чэнь Чэн решил, что целью коммунистов является Шэньян, и оттянул часть войск от Чанчуня, Сыпина и Цзиньчжоу к Шэньяну, Телину и Синьминю. Но коммунистические войска 23-27 декабря окружили Чжанъу и 28 декабря взяли город.

### Второй этап
Видя атаки в разных местах, Чэнь Чэн решил, что коммунисты разделили свои силы, и что у него есть шанс разбить их по частям. 1 января гоминьдановские войска начали наступление на север тремя маршрутами из треугольника Шэньян—Телин-Синьминь. 3 января началось сражение под Гунчжутунем, которое 7 января закончилось полным разгромом гоминьдановской Новой 5-й армии. После этого боевые действия на некоторое время прекратились из-за сильных морозов.
22 января в Шэньян прилетел Вэй Лихуан, который заменил Чэнь Чэна на посту командующего гоминьдановскими войсками в северо-восточном Китае.

### Третий этап
6 февраля войска коммунистов взяли Ляоян. 12-13 февраля был окружён Аньшань, а 19 февраля город был взят штурмом. После этого 4-я колонна коммунистов начала наступление на Инкоу. Оборонявшие Инкоу гоминьдановские войска 26 февраля подняли восстание и перешли на сторону коммунистов. В результате гоминьдановские войска на северо-востоке Китая лишились морских коммуникаций.
8 марта гоминьдановское командование приказало 60-й армии оставить Гирин и уйти в Чанчунь. 10 марта гоминьдановские войска ушли из города, и 11 марта достигли Чанчуня.
12 марта коммунисты начали штурм Сыпина, и к вечеру 13 марта этот важный железнодорожный узел был взят. Чанчунь оказался отрезан от остальных гоминьдановских территорий.

## Итоги и последствия
Гоминьдановцами было потеряно 17 городов и 156 тысяч человек. Гоминьдановские войска на северо-востоке Китая оказались зажаты в Цзиньчжоу, Чанчуне и Шэньяне.